# George Michael Moser

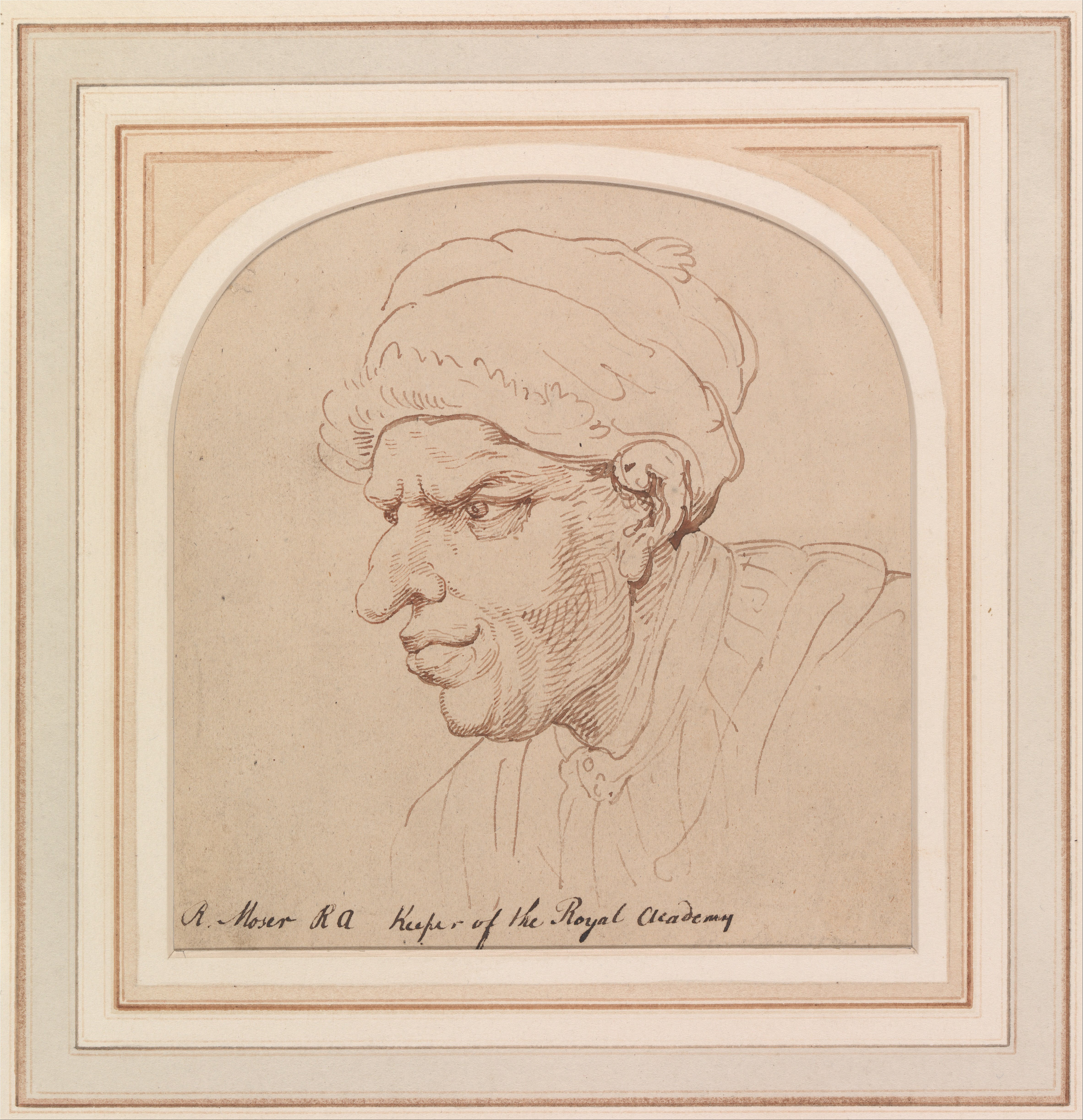
Thomas Rowlandson: George Moser (ca. 1815)

George Michael Moser RA (* 17. Januar 1706 in Schaffhausen; † 24. Januar 1783 in London) war ein Schweizer Goldschmied, Emailleur, Medailleur sowie Gemmen- und Siegel-Schneider, der überwiegend in London wirkte und zur dortigen Kunstszene gehörte.

## Leben
Als Sohn eines Schweizer Kupferschmieds kam Moser nach seiner Ausbildung in Genf 1729 nach London, wo er zunächst sein Kupferschmiedhandwerk vervollkommnete. Er ließ sich aber auch in anderen Techniken ausbilden, so dass er seit Ende der 1730er Jahre vor allem goldene Uhrengehäuse und Tabaksdosen mit seiner Schmelzmalerei verzierte. Seine Kunstfertigkeit war in hohen Kreisen so gefragt, dass er auch die Siegel für das britische Königshaus anfertigen durfte.
Ab 1736 war er Manager der Londoner St. Martin’s Lane Academy. In den 1760er Jahren war er Mitglied der Society of Artists of Great Britain und später erster Academy Keeper der 1768 gegründeten Royal Academy of Arts in London. Dort gehörte u. a. William Blake zu seinen Schülern.
Moser war mit berühmten Persönlichkeiten seiner Zeit befreundet, so mit William Hogarth, Samuel Johnson und Oliver Goldsmith. Auch lehrte er den späteren König Georg III. das Zeichnen.
Seine Tochter Mary Moser (1744–1819) war die Mitgründerin der Royal Academy of Arts.